# Largo! Largo!
Largo! Largo! (Make Room! Make Room!) è un romanzo di fantascienza di Harry Harrison pubblicato nel 1966. L'opera narra le vicende personali di un poliziotto, preso a dover gestire problemi quotidiani e sentimentali in una New York sovrappopolata da trentacinque milioni di abitanti alla vigilia dell'anno duemila e le sue indagini per risolvere un caso di omicidio.
Nel 1973 ne è stato tratto il film 2022: i sopravvissuti (Soylent Green, 1973) per la regia di Richard Fleischer.

## Storia editoriale
Il romanzo fu pubblicato per la prima volta nel 1966 negli Stati Uniti, a puntate sulla rivista Impulse; l'anno successivo uscì in libreria in edizione rilegata.
Nel 1973, in occasione dell'uscita del film di Richard Fleischer, il romanzo venne ripubblicato con l'omonimo titolo del lungometraggio: Soylent Green.

## Trama
(Harry Harrison, Largo! Largo!)
Nel 1999 New York è abitata da trentacinque milioni di cittadini e gli Stati Uniti contano trecentoquarantaquattro milioni di persone. Il problema del sovrappopolamento ha portato a un mondo che sta per esaurire tutte le proprie risorse naturali. L'unico cibo disponibile per la massa sono cracker di alga e bistecche di soia e lenticchie chiamate soylent (in inglese "soy", soia + "lentils", lenticchie), mentre l'acqua è razionata, erogata solamente da fontane pubbliche sorvegliate dalla polizia.
Il protagonista è Andrew "Andy" Rusch, un agente investigativo della polizia che però, vista la situazione di crisi permanente in cui versa la città, si trova spesso a dover fare servizi di ordine pubblico e antisommossa effettuando anche turni di 14-24 ore. A Rusch viene affidato un caso di omicidio: "Big Mike", un uomo facoltoso, coinvolto nel mercato nero, viene trovato ucciso nell'appartamento che condivide con la bellissima Shirl. L'indagine porterà Rusch a immergersi nella miseria e nella disperazione di una città prossima al collasso.
Durante l'indagine Andy si innamorerà di Shirl, escort costretta ad accompagnarsi a ricchi uomini per sopravvivere alle privazioni della dura vita quotidiana. Il magro stipendio del poliziotto non sarà sufficiente per entrambi e Shirl tornerà a prostituirsi abbandonando Andy incapace di risolversi a lasciare il suo lavoro per una migliore sistemazione lontano dalla metropoli.

## Personaggi
Andrew "Andy" RuschPoliziotto del Distretto 12-A di New York. Divide il suo bilocale con l'anziano Sol. Costretto a snervanti turni di lavoro, viene sollecitato dai vertici della polizia a risolvere rapidamente l'inchiesta sull'omicidio di un ricco malavitoso. Durante le indagini si innamora della convivente dell'assassinato, Shirl, ma la loro storia non potrà avere futuro.
Solomon "Sol" KahnCoinquilino e amico di Andy, ex militare ultrasettantenne. Rimane ferito durante una manifestazione e costretto a letto. Morirà di polmonite nonostante gli sforzi dell'amico per fornirgli gli antibiotici necessari.
Michael "Mike" O'BrienDetto "Big Mike", ricco esponente della malavita.
William "Billy" ChungGiovanissimo sbandato che vive di espedienti. Durante una rapina uccide Big Mike nel cui appartamento si era introdotto. Viene strenuamente ricercato dalla polizia e finirà fatalmente ucciso da Andy durante l'arresto.
Shirley "Shirl" GreeneBellissima ventitreenne, vive con Mike e viene mantenuta da questi. Di umili origini, è stata costretta dalla dura vita a fare l'escort .
Tab FieldingLa guardia del corpo di Big Mike. Ligio al suo compito, nonostante il suo datore di lavoro sia morto, continua a occuparsi di Shirl fino alla termine del contratto per il quale era stato anticipatamente pagato.
Tenente GrassioliIl capo del distretto di polizia in cui lavora Andy.
Steve KulozikInvestigatore, collega di Andy. Grazie alle sue intuizioni, Andy riuscirà a identificare in Billy Chung l'assassino di Big Mike.
Giudice SantiniPotente giudice in pensione, colluso con la malavita.
Signor BriggsCapo della malavita di New York. Preoccupato che l'omicidio di Big Mike possa nascondere un tentativo di espansione della mafia di Newark, preme affinché la polizia risolva rapidamente il caso.
Mary HaggertyL'arcigna sorella di Big Mike. Rivendica immediatamente i suoi diritti sull'appartamento del fratello ucciso, costringendo Shirl ad abbandonare l'alloggio in cui viveva.

## Opere derivate
Dal romanzo è stato tratto il film 2022: i sopravvissuti (Soylent Green) del 1973 per la regia di Richard Fleischer, con Charlton Heston, Edward G. Robinson e Joseph Cotten, considerato un film culto del cinema di fantascienza. Tuttavia, la trama del film e la trama del libro raccontano due storie molto diverse. L'ambientazione è uguale, i personaggi sono uguali ma nel film si racconta una storia raccapricciante di cannibalismo dei morti mentre nel libro si racconta semplicemente la storia di un poliziotto che indaga su di un omicidio.

## Edizioni
- (EN) Harry Harrison, Make Room! Make Room!, Berkley Books, 1966,  p. 216.
- Harry Harrison, Largo! Largo!, traduzione di Paulette Peroni, Cosmo Argento n° 14, Editrice Nord, 1972, ISBN 88-429-0645-X.
- (EN) Harry Harrison, Soylent Green, Berkley Medallion, 1973.
- Harry Harrison, Largo! Largo!, traduzione di Paulette Peroni, SF Narrativa d'Anticipazione 40, Editrice Nord, 1983.
- Harry Harrison, Largo! Largo!, traduzione di Paulette Peroni, Urania Collezione n° 50, Mondadori, 2007,  p. 303, ISSN 1721642-7 (WC · ACNP).